# فريدريك سيدل
فريدريك سيدل (بالإنجليزية: Frederick Seidel)‏ هو شاعر أمريكي، ولد في 19 فبراير 1936 في سانت لويس في الولايات المتحدة.